# Robert Wade (joueur d'échecs)
Pour le scénariste, voir Robert Wade (scénariste).
Robert Graham Wade est un joueur d'échecs britannique et néo-zélandais né le 10 avril 1921 à Dunedin en Nouvelle-Zélande et mort le 29 novembre 2008 à Londres d'une pneumonie.

## Biographie et carrière
Champion de Nouvelle-Zélande en 1943-1944, 1944-1945 et 1947-1948, Robert Wade vint en Angleterre en 1946 pour disputer le championnat d'échecs de Grande-Bretagne. Il participa au championnat d'Australie 1946-1947 (finissant 2e-4e) puis au championnat du Canada en 1947 à Québec.  Il remporta le championnat britannique en 1952 et en 1970. Il représenta la Grande-Bretagne lors du tournoi interzonal de 1952 en Suède, puis lors de six olympiades de 1954 à 1972. En 1970, il joua au deuxième échiquier de la Nouvelle-Zélande lors de l'olympiade de Skopje. Il reçut le titre de maître international en 1950 et d'arbitre international en 1958.

## Publications
Rober Wade est l'auteur de :
- The World Chess Championship: 1951 Botvinnik vs Bronstein, 1951 (coécrit avec William Winter) ;
- The World Chess Championship: 1963 Botvinnik vs Petrosian, 1964 ;
- Soviet Chess, 1968 ;

Dans les années 1960 et 1970, Robert Wade devint un des éditeurs de Batsford. Il publia :
- avec Kevin J. O'Connell : The Games of Robert J. Fischer, Batsford, 1972 ;
- avec L. S. Blacstock et A. Kotov : World Championship Interzonals: Leningrad and Petropolis 1973, 1974 ;
- avec S. Gligoric : The World Chess Championship, 1974 ;
- avec T. Harding : The Marshall Attack, 1974 ;
- avec L. S. Blackstock : Korchnoi's 400 Chess Games, 1978 ;
- avec G. Kasparov  et J. Speelman : Fighting Chess, 1988 ;
- (en) Jonathan Speelman, Jonathan Tisdall, Robert Wade, Batsford Chess Endings, B. T. Batsford, 1993 (ISBN 0-7134-4420-7).

## Postérité
La défense Wade est nommée d'après lui.